# African Writers Series
African Writers Series (AWS) est une collection de la maison d'édition Heinemann Education Books, société issue du groupe britannique Heinemann. Elle est fondée en 1962, enrichie jusqu'en 2003 et reprise par Pearson en 2011. Elle a joué un rôle majeur dans la publication et la reconnaissance d'écrivains africains, comme Chinua Achebe, Ngũgĩ wa Thiong'o, Steve Biko, Ama Ata Aidoo, Nadine Gordimer, Buchi Emecheta et Okot p'Bitek. Consacrée principalement à l'Afrique anglophone, elle comprend également des traductions du français, du portugais, du zoulou, du swahili, de l'acholi, du sesotho, de l’afrikaans, du luganda et de l'arabe.

## Caractéristiques techniques
La collection propose des ouvrages brochés, abordables au marché africain, d'un format de 122 × 184 mm, alors fréquent pour les ouvrages scolaires anglais. La fermeture des échanges commerciaux avec le Nigéria en 1982 conduit la maison d'édition à élargir sa clientèle et à adopter le format « B » de 130 × 198 mm, courant pour les titres réputés intellectuels. La couverture orange s'inspire de la charte graphique de Penguin Books.

## Historique

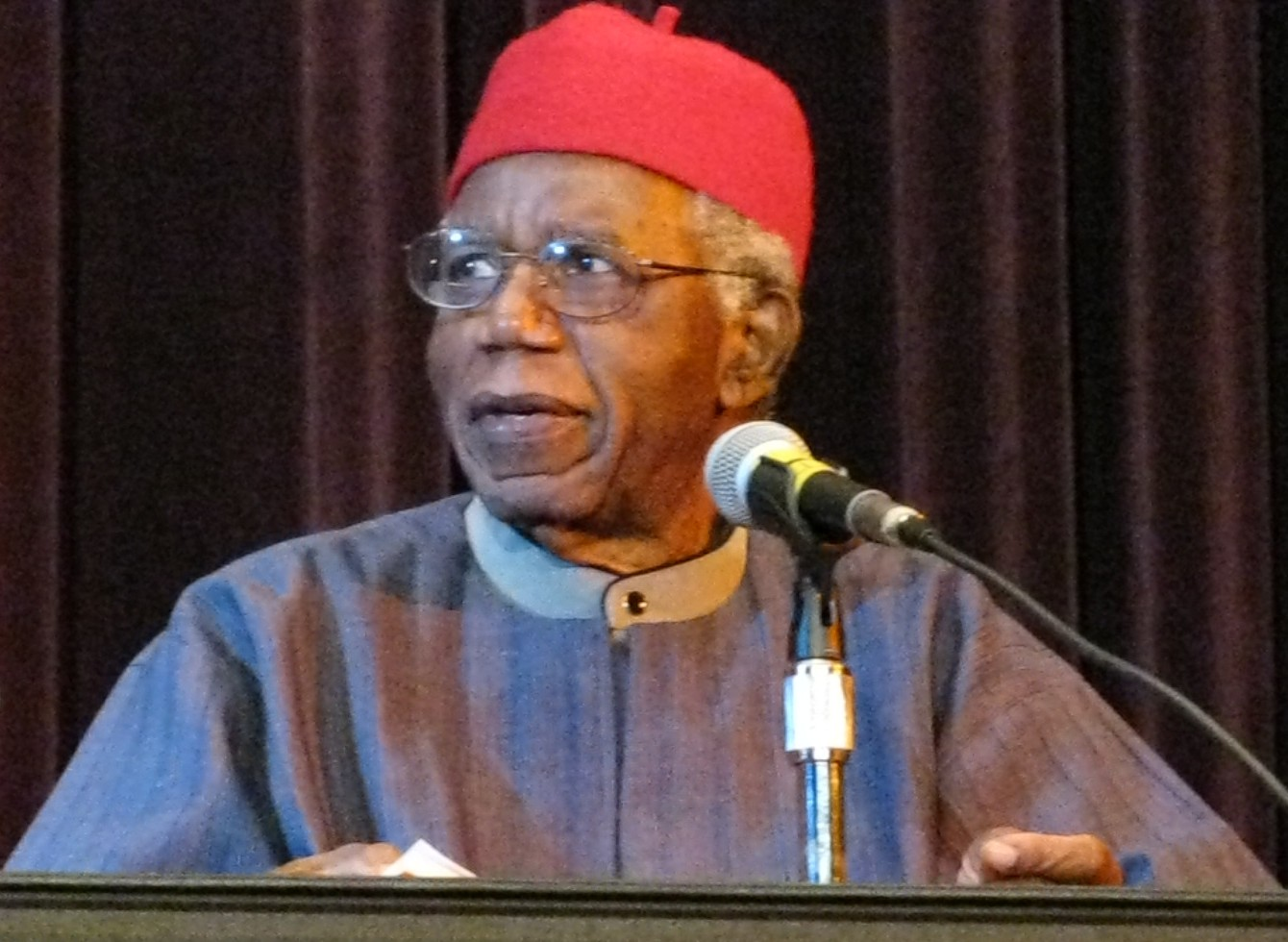
L'écrivain Chinua Achebe dirige la collection jusqu'en 1972.

Créée en 1962, la collection African Writers Series se destine à publier des textes littéraires d'écrivains africains dans le contexte des indépendances. Ses objectifs étaient aussi bien éducatifs que littéraires. Elle répondait au besoin de remplacer le corpus hérité de la colonisation. 
Alan Hill, employé des éditions William Heinemann depuis 1936, effectue en 1959 un voyage dans en Afrique du Sud et de l'Ouest à la demande de l'Association des éditeurs (The Publishers Association). Il se rend compte que la plupart des professionnels de l'édition ne cherchent pas à promouvoir des auteurs locaux et continuent à vendre des ouvrages britanniques produits en Grande-Bretagne. Il est assisté d'Evander Evander Mckay Milne, surnommé Van Milne, pour la planification de la collection,.
L'écrivain nigérian Chinua Achebe est nommé conseiller éditorial de la collection en décembre 1962, poste qu'il occupe jusqu'en 1972 avec la parution de son recueil de nouvelles Girls at War. La même année, Keith Sambrook et James Currey à Londres, Aig Higo et Akin Thomas à Ibadan, ainsi que Henry Chakava à Nairobi forment un triange international qui occupent cette fonction. James Currey démissionne en 1984 suite la décision de la direction de réduire drastiquement le nombre de nouveautés annuelles. Vicky Unwin devient directeur de la collection en 1985. En 2003, la maison annonce l'arrêt de la collection. 

## Ligne éditoriale et écrivains publiés
La collection est lancée avec quatre titres  : deux romans de Chinua Achebe, Le Monde s'effondre, déjà paru dans la même maison d'édition en 1958, et No longer at Ease ;  l'autobiographie politique Zambia Shall Be Free de Kenneth Kaunda et Burning Grass de Cyprian Ekwensi. Chinua Achebe se montre efficace dans la découverte de nouveaux talents et défend des écrivains des quatre coins de l’Afrique : le Kenyan Ngũgĩ wa Thiong'o, le Camerounais Mongo Beti et le Sud-Africain Alex La Guma. 

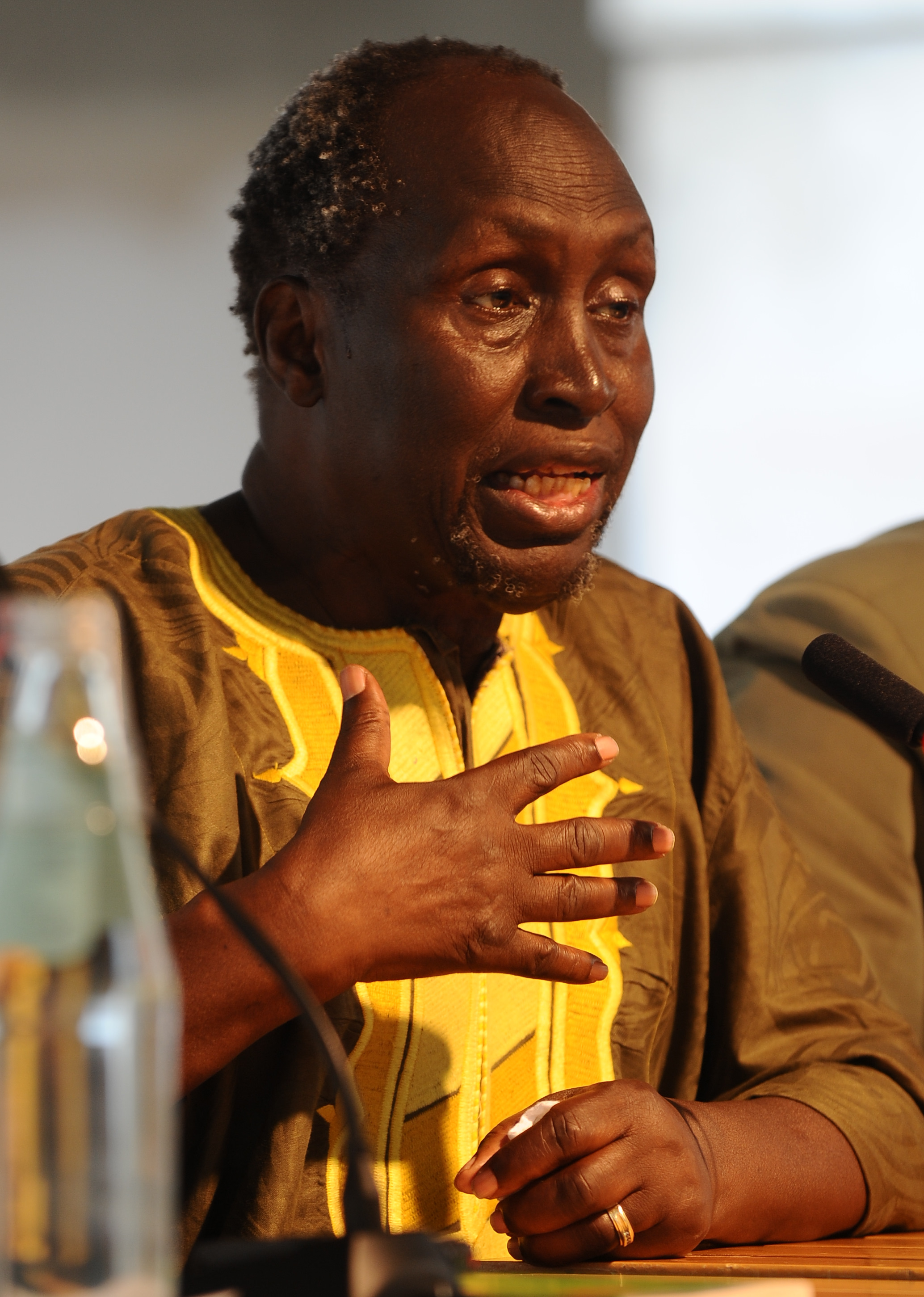
La collection comprend des textes de Ngugi wa Thiong'o traduits du kikuyu.

Après la publication de Houseboy, de Ferdinand Oyono, la volonté est prise de représenter l'Afrique dans sa diversité, en n'évitant pas les sujets sensibles comme la sexualité, la politique et la religion. Cette décision est vérifiée par la publication du roman de Tayeb Salih Season of Migration to the North, qui se termine sur fond de violence sexuelle dans les bas-quartiers londoniens, et The Beautiful One Are Not Yet Born de l'écrivain Ayi Kwei Armah, qui n'hésite pas à employer un vocabulaire scatologique pour dénoncer la corruption. 
Pays de l’Afrique anglophone dans lequel le genre romanesque connu un essor remarquable, la littérature du Nigéria est prépondérante dans les premières années de la collection. Avec les conseils de critiques et d'universitaires comme Clive Wake et Abiola Irele, elle s'ouvre à la traduction d'écrivains publiés par la maison Présence Africaine comme Ousmane Sembene et Mongo Beti et aux poètes de la Négritude, par exemple avec la traduction de Nocturnes de Léopold Sédar Senghor. 
Kofi Awoonor, Ayi Kwei Armah et Bernard Kojo Laing comptent parmi les écrivains ghanéens les plus notoires de la collection. Pendant les années 1970, alors que la collection s'épanouit, des inititatives permettent de mieux représenter l'Afrique de l'Est. Henry Chakava et ses collaborateurs travaillent à faire connaître la littérature orale, par exemple avec les poèmes swahili traduits en anglais par Jan Knappert. Ils défendirent également des romanciers attentifs à la réalité sociale et aux blessures de leurs pays, comme le kenyan Meja Mwangi et Rebeka Njau. 
La Corne de l'Afrique et le Nord-Est du continents sont représentés par exemple par le Soudanais Tayeb Salih avec The Wedding of Zein, l'Éthiopien Sahle Sellasie avec The Afersata et le Somalien Nuruddin Farah, qui  décrit la condition des femmes musulmanes de son pays dans A Naked Needle, l'Égyptien dramaturge Tawfiq al-Hakim ou le romancier Naguib Mahfouz. Excepté pour les auteurs exilés comme Dennis Brutus et Bessie Head, la publication des œuvres écrites par des Sud-Africains noirs se heurte à l’existence de l’apartheid. La collection permit de montrer les conditions de vie carcérales en Afrique du Sud par And Night Fell de Molefe Pheto  et Bandiet  de Hugh Lewin. La phase finale de la guerre d'indépendance de l'Angola est accompagnée par un soutien éditorial des romanciers et des poètes angolais comme le futur président Agostinho Neto et Pepetela.

## Rôle pionnier dans la littérature africaine

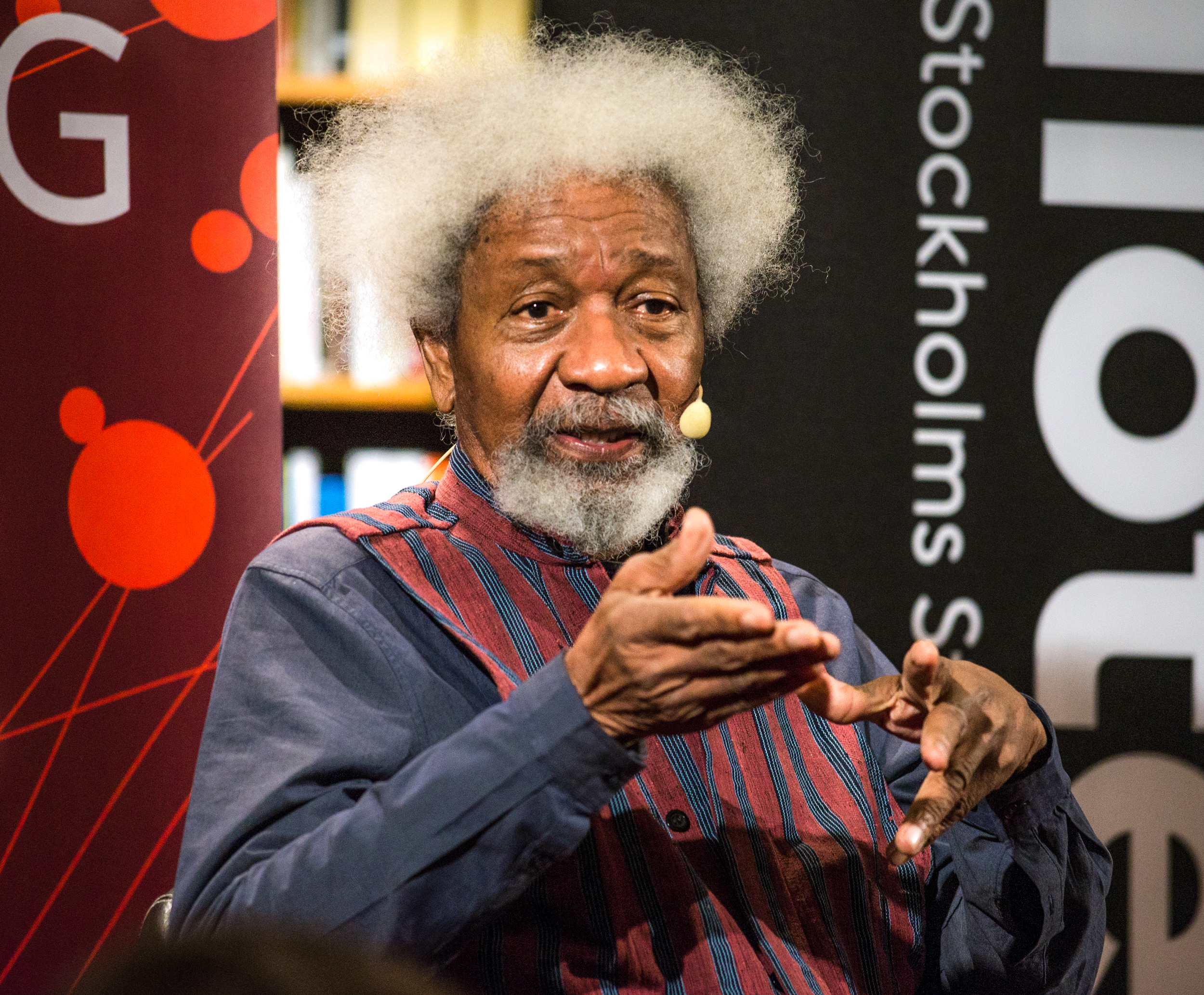
Wole Soyinka en 2018.

En publiant des écrivains majeurs de l'Afrique anglophone et au-delà, African Writers Series contribua à établir un canon littéraire. La collection accueille trois prix Nobel (Wole Soyinka, Naguib Mahfouz et Nadine Gordimer) et d'autres détenteurs  de prix célèbres, comme le Commonwealth Prize ou NOMA Award for African Writing. 270 titres numérotés sont édités entre 1962 et 1984 ; une centaine non numérotés entre 1985 et 2003. L'autobiographie de Kenneth Kaunda, Zambia Shall Be Free, est un titre phare de la collection qui s'est vendue à 500.000 exemplaires vingt ans après sa parution. La collection a cependant été accusée d'affaiblir l'édition locale par son attractivité.